# Sydorenkowe
Sydorenkowe (ukr. Сидоренкове) – wieś na Ukrainie, w obwodzie charkowskim, w rejonie bogoduchowskim, w hromadzie Wałky. W 2001 liczyła 804 mieszkańców, wśród których 760 wskazało jako ojczysty język ukraiński, 31 rosyjski, 1 mołdawski, 2 białoruski, 8 ormiański, a 2 inny.